# Ghillebert van Lannoy

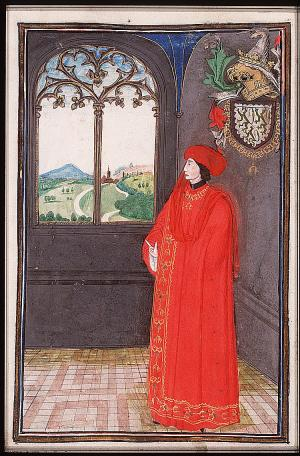
Ghillebert van Lannoy in het wapenboek van de Orde van het Gulden Vlies

Ghillebert (Gilbert) van Lannoy (? 1386 - Rijsel 1462) was een ridder uit het huis Lannoy in dienst van de Bourgondische hertogen, diplomaat en schrijver. Ghillebert was heer van Santes, Villerval (Willerval), Tronchiennes (Drongen), Beaumont (Hénin-Beaumont) en Wahégnies (Wahagnies).

## Biografie

Wapen

Ghillebert was samen met zijn oudere broer Hugo en jongere broer Boudewijn I van Lannoy een van de eerste leden van de orde van Orde van het Gulden Vlies in 1430. Hij was heer van Willerval en van Drongen (Tronchiennes), en na de dood van zijn broer Hugo (†1456) ook heer van Santes. Hij is vooral bekend door zijn vele reizen.
Ghillebert diende aanvankelijk Jean Warchin, de seneschalk van Henegouwen, als schildknaap, en vergezelde hem op zijn eerste militaire expeditie toen hij slechts 13 jaar oud was en leed schipbreuk in 1401. 
Als 20-jarige maakte hij een pelgrimstocht naar het heilige land en nam deel aan veldslagen in Iberia en onder de hertog Jan zonder Vrees in zijn oorlog tegen de opstandige Luikenaars en tegen de Armagnacs. Vervolgens gaf hij gehoor aan een oproep van de Duitse Orde om de ongelovigen in Litouwen te bestrijden waar hij in 1411 tot ridder werd geslagen. Het was toen dat Ghillebert zijn tweede grote reis maakte, langs de Baltische gebieden en eindigde in de grote Hanzestad Novgorod. 
Na deze reis keerde Ghillebert terug naar Bourgondië en werd twee keer na elkaar gevangen genomen door de Engelsen: een eerste keer tijdens een pelgrimstocht naar Ierland en daarna in 1415 tijdens de Slag bij Azincourt. Na zijn vrijlating werd hij benoemd tot gouverneur van het kasteel van Sluis. De volgende jaren zou hij nauwelijks wijken van de zijde van de graaf van Charolais, de toekomstige Filips de Goede. 
Met de dood van Jan zonder Vrees begon de politieke en diplomatieke carrière van Ghillebert. Hij onderhandelde mee het Verdrag van Troyes (1420) en werd eerste kamerheer van Filips de Goede. In 1421 werd hij belast met een ambassade vanwege Hendrik V, koning van Engeland en Frankrijk, en Filips de Goede, naar het Oosten. Hij ging van hof naar hof door Polen, Rusland, Hongarije, Walachije, Moldavië, Tartarije, Constantinopel, meerdere eilanden in de Middellandse Zee, Egypte, Syrië, Judea, Rhodos, Venetië en het Heilig Roomse Rijk.
In 1446 zetelde Ghillebert in de Grote Raad van Mechelen. Zijn reisverslagen werden in 1450 geschreven in Voyages et ambassades.
Ghillebert schreef de Instruction d'un jeune prince dat kan gezien worden als een uiteenzetting van de laat-middeleeuwse ridderlijke ethiek.

## Geschriften
- Voyages et ambassades
- Rapports
- Les Pelerinages de Surye et de Egipte
- Enseignement paternel
- Instruction d'un jeune prince

- Bibliothèque nationale de France: cb135961319 (data)
- Gemeinsame Normdatei: 100970834
- International Standard Name Identifier: 0000 0000 8123 2524
- Library of Congress Control Number: n87131283
- Nationale Bibliotheek van Tsjechië: mzk2009543967
- Nationale Bibliotheek van Israël: 987007309834705171
- Nederlandse Thesaurus van Auteursnamen: 068689756
- Système universitaire de documentation: 070303207
- Virtual International Authority File: 44469323
- WorldCat: E39PBJjhwgRdG4MB8xbgWVqmh3